# Medard Verleye
Medard Verleye (Torhout, 22 maart 1923 - Sijsele, 25 september 1961), ook gekend onder pseudoniem Aart van Tordale, was een Vlaams schrijver.

## Levensloop
Verleye studeerde aan het Sint-Jozefsinstituut in Torhout en aan het Onze-Lieve-Vrouwcolllege in Oostende. werd bij de Bevrijding in september 1944 een tijd opgepakt op verdenking van collaboratie, maar na korte tijd vrijgelaten. Hij werkte vervolgens als journalist, meer bepaald als hoofdredacteur van De Oude Torhoutenaar en als medewerker van De Torhoutse Bode. 
In 1955 stichtte hij de West-Europese Christelijke Gemeenschap en het internationaal tijdschrift Europa, dat in 1957 verdween. In 1960 wilde hij het heroprichten, maar de ziekte die hem overviel verhinderde dit. Hij werd opgenomen in het sanatorium van Sijsele en overleed er.

## Publicaties
Verleye schreef tientallen romans, detectiveverhalen, avonturenromans, westerns, novellen en toneelstukken. Onder meer:
- Grauwe straten, roman, 1946.
- Het meisje van de Blauwe Donau, roman, 1947.
- Rebellen zonder vaandel, roman, 1953.
- Bonjour et Au revoir, roman, 1955.
- Een handvol dokters, toneel, 1963.